# Wright R-3350

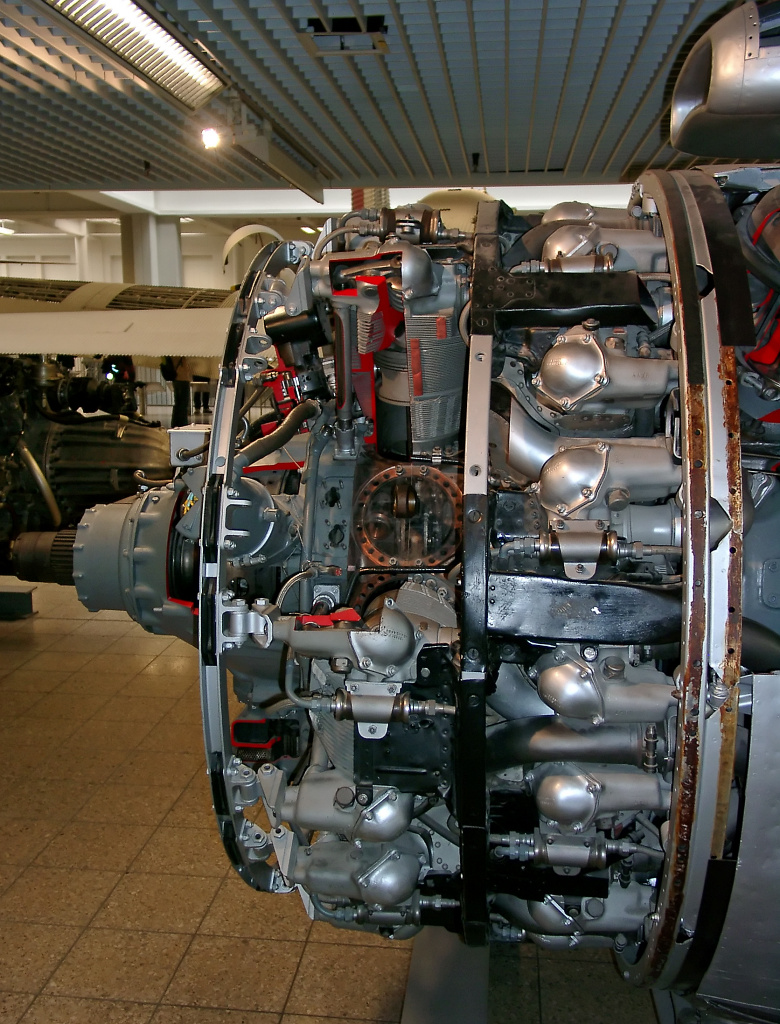
Wright R-3350-972TC-18

Wright R-3350 im Schnitt, Ausführung ohne Abgasturbine mit 1473 kW Leistung, wie in der B-29 eingesetzt

Der Wright R-3350 Cyclone 18 oder R-3350 Duplex Cyclone ist ein luftgekühlter Flugmotor des US-amerikanischen Herstellers Curtiss-Wright. Der aufgeladene Doppelsternmotor mit 18 Zylindern wurde ab 1935 entwickelt und bis 1957 hergestellt.
Bei einem Hubraum von 3350 cubic inches (ca. 54,9 Liter; der Wert ist auch in der Typenbezeichnung enthalten; das R bedeutet Radial engine – Sternmotor) leistet das Triebwerk je nach Ausführung zwischen 1640 und 2800 kW (2230 bzw. 3808 PS)

## Geschichte
Die Entscheidung zur Entwicklung des Triebwerks fiel 1935, als der Bedarf an besonders leistungsstarken Triebwerken absehbar geworden war. Im Mai 1937 lief das erste Versuchsmuster, doch es zeigte sich sehr störanfällig. Die Arbeiten schritten relativ langsam voran. 1940 wurde vom US-Kriegsministerium eine Ausschreibung für einen neuen Langstreckenbomber herausgegeben. Drei der vier eingereichten Entwürfe waren mit dem R-3350 ausgerüstet. Daraufhin rückte das Triebwerk ins Zentrum der Versuchsabteilung. Der Erstflug des Triebwerks fand dann 1941 in der Douglas XB-19 statt.
Für die Großserienfertigung der Motoren baute Dodge, seit 1928 im Besitz der Chrysler Motor Corporation, ab 1942 die Dodge Chicago Aircraft Engine Plant, die im Frühjahr 1944 die Produktion aufnahm. Nach dem Kriegsende nutzte unter anderem die Tucker Corporation das Werk für die Produktion des Tucker ’48.
Die R-3350 wurden ab 1943 in der Boeing B-29 eingesetzt. Das Triebwerk blieb jedoch zunächst anfällig und zeigte eine Tendenz zur Überhitzung. Es gab verschiedene Bemühungen, die Kühlung bei niedrigen Fluggeschwindigkeiten zu verbessern. Als 1944 die B-29 einsatzreif wurde, waren die Probleme jedoch noch nicht vollständig ausgeräumt. Es gab immer wieder Triebwerksausfälle und Brände unmittelbar nach dem Start.
Untersuchungen zeigten, dass die Luftzahl der einzelnen Zylinder sehr unterschiedlich war. Wegen des teilweise zu mageren Gemisches war die Innenkühlung einzelner Zylinder zu gering, was zu Überhitzungen führte. Besonders neigten dazu die unteren Zylinder des hinteren Sterns, die am weitesten vom Vergaser entfernt waren. Gegen Ende 1944 entschloss sich Curtiss-Wright, den Vergaser durch eine Direkteinspritzung zu ersetzen.
Mit dem Auslauf der R-3350-Fertigung im Jahr 1957 endete auch der Bau von Kolbenmotoren bei Curtiss-Wright.

## Konstruktion
Der R-3350 ist ein luftgekühlter Viertakt-Ottomotor in Doppelsternanordnung mit zwei mal neun Zylindern und Kompressoraufladung durch einen Zweigang-Radialverdichter.

### Turbo-Compound-Motor
Ab 1950 wurde der R-3350 um drei Abgasturbinen erweitert, die ihre Leistung über Flüssigkeitskupplungen und Zahnradsätze auf die Triebwerkswelle abgaben (Turbo-Compound-Motor), die zusätzliche Typbezeichnung war TC. Zur Motoraufladung wurde jedoch auch bei den TC-Motoren der allen Baureihen gleiche, vom hinteren Kurbelwellenstumpf angetriebene Zweigang-Radialverdichter beibehalten; es handelt sich also um keinen turbogeladenen Motor im üblichen Sinne, sondern um einen Kompressor-Motor mit mechanischer Aufladung und Abgas-Nutzturbinen, die zusätzliche Wellenleistung erzeugen.
Die Abgasturbinen sind radial hinter der hinteren Zylinderebene zwischen dem Kurbelgehäuse und dem Gehäuse des Radialverdichters angeordnet, was die Baulänge des Motores um 11 Zoll (ca. 27,9 cm) verlängert. Jede Turbine wird mit dem Abgas von jeweils sechs Zylindern beaufschlagt. Die Turbinen arbeiten nach dem Prinzip der Impulsturbine, hierbei wird lediglich die kinetische Energie des aus den Zylindern strömenden Abgases genutzt und nicht das Druckgefälle. Dies hat den Vorteil, dass nur sehr wenig zusätzlicher Staudruck in der Abgasanlage vorhanden ist und dadurch auch nur wenig Rückwirkung auf den Ladungswechsel der Zylinder entsteht.
Die Turbinenräder haben einen Durchmesser von 11,45 Zoll (ca. 29,1 cm) und bestehen aus einer Stahlnabe mit 54 aufgeschweißten Schaufeln aus Stellite-31. Die Turbinendrehzahl beträgt 16.000/min bei Reiseflugleistung und 19.000/min bei Startleistung. Durch ein auf der Turbinenwelle befindliches Gebläselaufrad wird durch Bohrungen an den Schaufelfüßen Kühlluft durch die Laufräder geblasen. Das Übersetzungsverhältnis der Turbinenläufer zur Kurbelwelle beträgt 6,52:1. Die mit Drucköl von der Motorschmierung versorgten Flüssigkeitskupplungen haben die Aufgabe Torsionsschwingungen abzudämpfen, die durch die stoßweise Beaufschlagung mit der pulsierenden Abgassäule der einzelnen Zylinder entstehen und diese von der Kurbelwelle fernzuhalten; ferner laufen die Kupplungen nach dem Abstellen des Motors leer und koppeln dadurch beim darauffolgenden Anlassvorgang die Turbinenläufer von der Kurbelwelle ab, diese müssen so nicht vom Anlasser mit durchgedreht werden. Die Abgasturbinen liefern insgesamt bis zu 370 kW (503 PS) zusätzliche Antriebsleistung auf die Kurbelwelle, erhöhen jedoch die mechanische Komplexität und Anfälligkeit des Triebwerks erheblich.
Die MTBO betrug zu Beginn der 1950er-Jahre 3500 Stunden. Der spezifische Kraftstoffverbrauch beträgt dabei um 243 g/kWh.
Gerade das auch in der Lockheed Super Constellation und Douglas DC-7 verwendete Turbo-Compound-Triebwerk erwies sich jedoch nie als besonders zuverlässig und war in der zivilen Luftfahrt immer wieder Grund für Beanstandungen und Verspätungen, was diesen Maschinen auch den etwas spöttischen Beinamen eintrug, sie seien die „besten Dreimotorigen der Welt“ (in Anspielung darauf, dass oft einer der vier Motoren während des Fluges ausfiel oder abgestellt werden musste und dreimotorig weitergeflogen wurde).

## Verwendung

### Zivilflugzeuge
- Lockheed Constellation

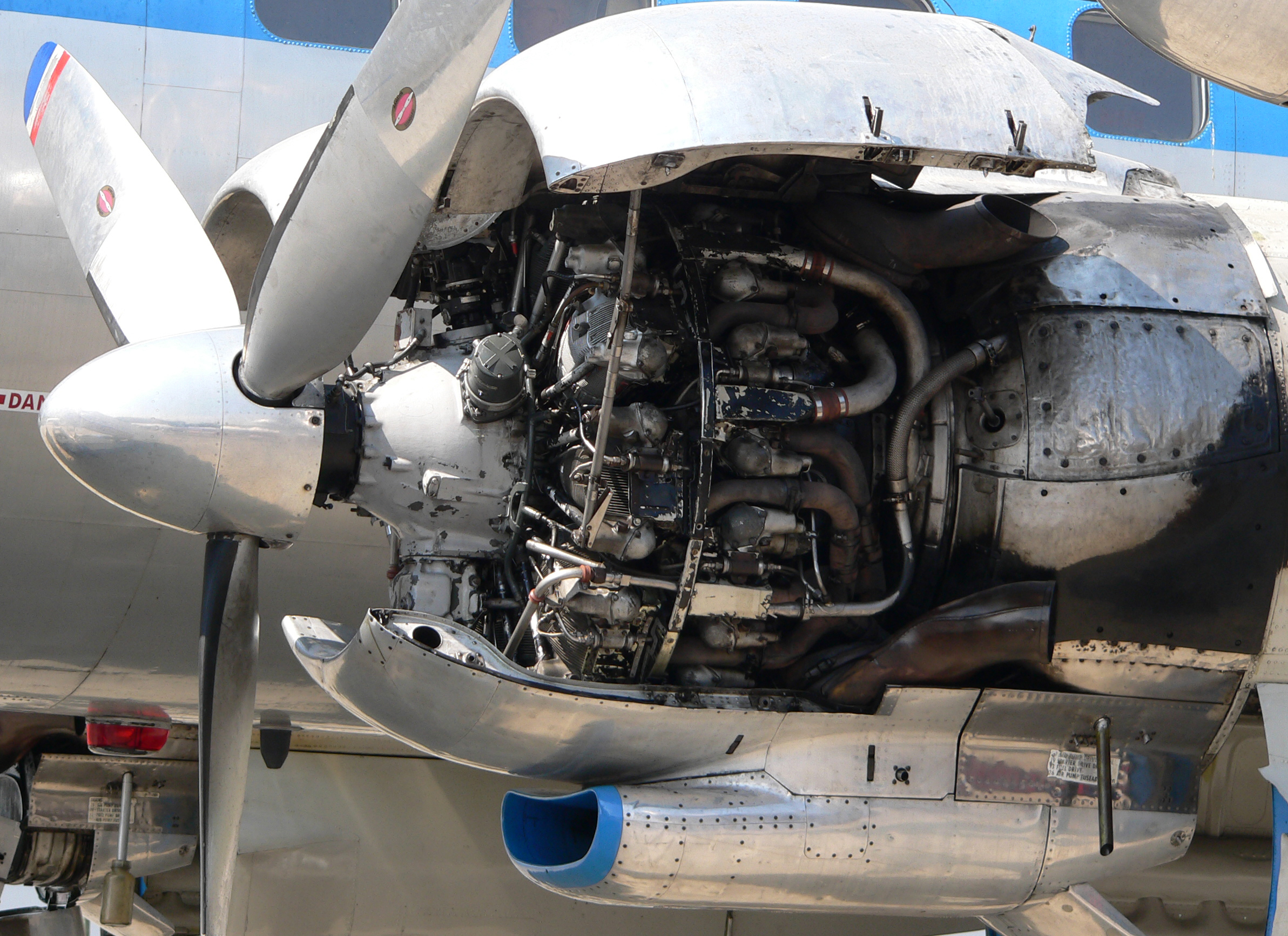
Der R-3350-Turbo-Compound einer Lockheed Super Constellation

- Lockheed Super Constellation (Turbo-Compound)
- Lockheed Starliner (Turbo-Compound)
- Douglas DC-7 (Turbo-Compound)

### Militärflugzeuge
- Boeing B-29 Superfortress
- Boeing C-97 Stratofreighter
- Canadair CL-28 Argus
- Consolidated B-32 Dominator
- Douglas A-1 Skyraider
- Douglas BTD Destroyer
- Fairchild AC-119 Shadow und Stinger
- Fairchild C-119F, -G Flying Boxcar
- Lockheed P2V/P-2 Neptune
- Martin P5M Marlin
- Martin JRM-1 und -3 Mars

### Militärische Prototypen
- Beechcraft XA-38 Grizzly
- Boeing XPBB Sea Ranger
- Douglas XB-19

### Tractorpulling
- Tractorpulling (3,5 t Freie Klasse Boomerang)

## Varianten
- R-3350-13: 2232 PS / 1641 kW
- R-3350-23: 2230 PS / 1640 kW
- R-3350-24W: 2548 PS / 1900 kW
- R-3350-18DA: 3250 PS / 2389 kW
- R-3350-32W: 3808 PS / 2800 kW
- R-3350-53: 2738 PS / 2013 kW
- R-3350-85: 2548 PS / 1900 kW
- R-3350-89A: 3536 PS / 2600 kW
- R-3350-93W: 3536 PS / 2600 kW

## Technische Daten R-3350-988TC18EA-2 (Lockheed L-1649 Starliner)
- Bauweise: luftgekühlter 18-Zylinder-Doppelsternmotor mit drei Wellenleistungs-Abgasturbinen (Turbo-Compound)
- Funktionsprinzip: ventilgesteuerter Viertakt-Ottomotor
- Aufladung: ein einstufiger Zweigang-Radialverdichter
- Treibstoff: AvGas 115/145
- Gemischbildung: Benzindirekteinspritzung Bendix PR-58-S-2
- Einspritzpumpe: 2 × Bendix D9H3
- Zündung: Niederspannungs-Doppelzündung, ein Zündmagnet Bendix-Scintilla DLN-9 und zwei Zündverteiler
- Zündzeitpunkt: 25° vor OT (optional 30°)
- Bohrung: 6 1⁄8  Zoll (155,6 mm)
- Hub: 6 5⁄16 Zoll (160,3 mm)
- Verdichtung: 6,7:1
- Hubraum: 54,87 Liter
- Maximale Startleistung: 2535 kW (3400 bhp) bei 2900/min (2 bar Ladedruck)
- Höchste Dauerleistung: 2088 kW (2800 bhp) bei 2600/min (1,7 bar Ladedruck)
- Reiseleistung: 1417 kW (1900 bhp) bei 2400/min (1,37 bar Ladedruck)
- Volldruckhöhe: 6096 m
- Kompressorübersetzung 1. Gang: 6,46:1
- Kompressorübersetzung 2. Gang: 8,67:1
- Propellerübersetzung: 0,355:1
- Abgasturbinenübersetzung: 6,52:1
- Länge: 2274 mm
- Durchmesser: 1437 mm
- Trockenmasse: 1699 kg
- spezifische Leistung: 46,20 kW/l
- Leistungsgewicht: 0,67 kg/kW
- spezifischer Verbrauch: 231 g/kWh
- Stückzahl: 283 (Juni 1954 bis November 1958)[4][5][6]